# Ugía Pedreira
Maria Eugénia Pedreira Sanches, más conocida como Ugia Pedreira, (Vilaronte, Lugo; 10 de febrero de 1970) es una cantautora española. Ha sido directora del Centro Gallego de Música Popular.
Su repertorio incluye folk, ska, electrónica, latina

## Trayectoria
Nació en el Hospital da Milagrosa (en la ciudad de Lugo) el 10 de febrero de 1970, pero se crio en la aldea de Vilaronte (provincia de Lugo), donde vivió hasta los 18 años de edad, en que se mudó a Santiago de Compostela para estudar Psicología en la Universidad de Santiago de Compostela.
Comenzó a ser conocida en la música gallega por los tres discos que editó con su grupo de folk Chouteira, y por sus constantes colaboraciones y creaciones heterogéneas.
Desde los años noventa tuvo presencia constante en la música rock gallega de la mano de tres grandes bandas: Xenreira, Nen@s da Revolta, A Matraca Preversa, y actualmente regresó con el nuevo proyecto de Marcos Payno: Galegoz.
En el año 2000 creó el Conservatorio de Música Tradicional e Folque (CMTF) de Lalín, y desde entonces dirige este centro de referencia del folk en Galicia, junto a la asociación paralela de CMTF, que realiza reuniones internacionales entre creadores. En 2008, el Patronato de Cultura del Concejo de Lalín rechazó la última oferta ―una partida de 150 000 euros para un año de trabajo― que le presentó Ugía Pedreira y su equipo de docentes, considerando que las condiciones económicas presentadas no eran asumibles, y comenzó la contratación de nuevos profesores para garantizar la enseñanza de la música tradicional en la villa, en un nuevo conservatorio que depende directamente de este organismo. Pedreira mudó su CMTF de Lalín a Santiago de Compostela y lo convirtió en aCentral [sic, con "a" minúscula] Folque, en el Centro de Música Popular de Galicia. Actualmente aCentral Folque cuenta con 22 trabajadores de la cultura musical gallega.
En este centro se crearon proyectos como Nordestinas, Marful, Ecléctica Ensemble y más recientemente un dúo musical con Óscar Fernández (de Os Cempés y BOnovo).
En septiembre de 2010, Ugía Pedreira lanzó un álbum con la banda Marful ―formada por ella, Marcos Teira, Pedro y Pablo Pascual―.
Publicó también su primera obra en solitario: un libro-CD de poemas y canciones Noente Paradise (A través Editora, 2010). Antes del final del año 2010 grabó un álbum con el cantante brasileño Fred Martins (1969-), que fue publicado tanto en Galicia como en Brasil.

## Colaboraciones
Ugía Pedreira creó un programa en Radio Galega llamado Tres peixes voando (‘tres peces volando’) ―con Xabier Díaz y Guillermo Fernández (del grupo gallego de música folk Berrogüetto)―, que presenta música de autor de todo el mundo en cualquier género. En junio de 2007 ―como parte de un proyecto del Departamento de Internacionalización de la Música que tenía el gobierno bipartito gallego― tocaron música gallega en la sala Lecuona del Gran Teatro de La Habana (Cuba).
En 2009 abandonó el programa Tres peixes voando y la sección denominada «Folla de ruta» en Radio Galega. Se convirtió en colaboradora musical del programa Un día por diante, en la Radio Galega.

## Otros datos
Participó en el Musical Dillei, con el actor Carlos Blanco y el grupo ecléctica Ensemble.
Compartió escenario con Eliseo Parra.
Hizo los coros musicales del espectáculo Galicia Beibe, de Antón Reixa, junto con Fermín Muguruza, Julián Hernández, Mercedes Peón, Amparanoia, Rui Reirinho y Karen Matheson (la cantante de la banda Capercaille). Consiguió ese papel gracias a Kaki Arkarazo, director de la banda Suevia, que musicalizó el espectáculo.
Grabó su versión de Gracias a la vida, de Violeta Parra con la banda italiana de ska Bassotti, y colaboró en la presentación de este álbum en Roma (Italia).
Participó en el espectáculo femenino gallego Son delas, con Mercedes Peón, Uxía y Rosa Cedrón.
Grabó su voz también en el segundo álbum de Susana Seivane y en el álbum Circo Montecuruto, de la banda Cempés.
Compuso la música para la exposición Narracións, del escultor gallego Caxigueiro.
También compuso la banda sonora del cortometraje de Bobo Furcia, de Álex Sampayo.
En 1995 hizo la canción original y el espacio sonoro de la primera obra de danza contemporánea gallega Laradas, de la Compañía Doble Xiro.
Compuso el espacio sonoro de las obras teatrales O canto do dime-dime y O tío Vania de la compañía Factoría Teatro (música por la que en 2006 fue nominada para el premio María Casares a la mejor música original).
Creó la música para la exhibición Xógaras, del joyero lugués Miguel Caamaño.
Junto con Pedro Pascual compuso la música para la obra Os homes só contan até tres (‘los hombres solo cuentan hasta tres’) de Antón Lopo, con el que ganó el premio Álvaro Cunqueiro de teatro, y fue nominada al premio María Casares.
Cristina Domínguez (actual directora del Centro Dramático Gallego) ha dirigido actoralmente a Ugía Pedreira en el musical O Señor Bom-bom, con la música de su banda Marful.
En abril de 2005 empezó a hacer presentaciones públicas con el trío Nordestin@s, sobre canciones marineras del norte de Galicia, con Guadi Gallego (de la banda gallega de folk Berrogüetto) y el pianista de jazz Abe Rábade y sus propias composiciones.
En septiembre de 2006 grabaron un álbum en vivo en el Teatro Principal de Santiago de Compostela. En 2007 este disco recibió el primer premio La Opinión de música folclórica gallega.
También en 2005, Pedreira coordinó el espectáculo colectivo Ao pé da letra (‘al pie de la letra’), producido por Nordesía, integrado por siete grupos de la vanguardia musical gallega (incluyendo el suyo, Marful) apoyados en el escenario por el músico uruguayo Jorge Drexler (1964-).
El 16 de junio de 2006 presentó su primer disco con Marful en el ciclo Sons da Diversidade de Compostela, antes mil personas. Marful se convirtió en uno de los álbumes de culto de la música gallega, y con un pequeño sello independiente ―Producciones Efímeras, del músico Germán Díaz― vendió 5000 copias en un año.
Por votación popular, el álbum de Marful fue considerado el mejor disco del año 2006 según la Radio Galega. Marful tocó en los principales teatros y festivales de world music en Galicia, con buena acogida por parte del público y de la crítica.
En la Navidad de 2006 compartió el escenario en la producción Cantos da Maré sobre lenguas lusófonas, cantando con Dulce Pontes, Uxía (1962-), Amélia Muge y Eneida Marcos, entre otros. Lanzó un disco y DVD de este show en vivo realizado en el Palacio de la Cultura de Pontevedra.
En septiembre de 2007 compuso el espacio sonoro para la obra Regreso ó deserto (‘regreso al desierto’) de Bernard-Marie Koltès (1948-1989), en el Centro Dramático Gallego.
En octubre de 2007 representó a Galicia en el Festival Womex, de Sevilla.
En 2007 salió su álbum con Ecléctica Ensemble (Dillei), donde compuso y cantó canciones junto con Nacho Muñoz (productor de Mercedes Peón, de un disco de Xosé Manuel Budiño, y compositor de la ópera Off) y Ramom Piñeiro (director de Ouvirmos) y el técnico de sonido Xurxo Piñeiro (técnico de la sala Nasa, de Compostela).

## Obra literaria

### Poesía
- Noente paradise. A través Editora, 2010.

### Obras colectivas
- Polifonías: voces poéticas contra a violencia de xénero, Espiral Maior/Junta de Galicia, 2006.
- A cidade na poesía galega do século XXI. Toxosoutos, 2012.